# Değirmenköy, İpekyolu
Değirmenköy là một xã thuộc huyện İpekyolu, tỉnh Van, Thổ Nhĩ Kỳ. Dân số thời điểm năm 2011 là 1.465 người.